# Box-office Corée du Sud 2025
Ceci représente la liste des films coréens qui sortent en 2025 et le top 10 des films ayant généré le plus de revenus.

## Box office
Top 10 des films les plus lucratifs en Corée du Sud:
| Rang | Titre international               | Diffuseur                 | Revenus en Corée |
| ---- | --------------------------------- | ------------------------- | ---------------- |
| 1    | Hitman 2                          | Bypoem Studio             | $13,528,771      |
| 2    | Dark Nuns                         | Next Entertainment World  | $10,021,027      |
| 3    | Secret: Untold Melody             | Plus M Entertainment      | $2,721,045       |
| 4    | Pororo Movie Underwater Adventure | OCON Studios              | $2,296,211       |
| 5    | Forbidden Fairytale               | Barunson E&A              | $1,075,054       |
| 6    | IU Concert: The Winning           | CJ 4DPLEX, ScreenX Studio | $650,694         |
| 7    | Thunderstruck Cop                 | K-MOVIE Entertainment     | $184,514         |

## Films en tête chaque semaines
Voici une liste des films ayant occupé la première place du box-office en Corée du Sud en 2025, classés par week-end. Lorsque le film ayant généré le plus de recettes n'est pas le même que celui ayant attiré le plus grand nombre de spectateurs, les deux sont mentionnés.
| Semaine | Date       | Film      | Box office à la fin de la semaine | Tickets achetés | Ref.  |
| ------- | ---------- | --------- | --------------------------------- | --------------- | ----- |
| 1       | 5 Janvier  | Harbin    | $3,236,588                        | 483,915         | [ 3 ] |
| 2       | 12 Janvier | Harbin    | $2,056,877                        | 308,018         | [ 4 ] |
| 3       | 19 Janvier | Harbin    | $1,215,711                        | 182,107         | [ 5 ] |
| 4       | 26 Janvier | Dark Nuns | $3,984,501                        | 588,481         | [ 6 ] |
| 5       | 2 Février  | Hitman 2  | $2,788,548                        | 450,753         | [ 7 ] |
| 6       | 9 Février  |           |                                   |                 |       |
| 7       | 16 Février |           |                                   |                 |       |
| 8       | 23 Février |           |                                   |                 |       |
| 9       | 2 Mars     |           |                                   |                 |       |
| 10      | 9 Mars     |           |                                   |                 |       |
| 11      | 16 Mars    |           |                                   |                 |       |
| 12      | 23 Mars    |           |                                   |                 |       |
| 13      | 30 Mars    |           |                                   |                 |       |
| 14      | 6 Avril    |           |                                   |                 |       |
| 15      | 13 Avril   |           |                                   |                 |       |

## Films sortis
- ‡ Cela désigne un film qui a été projeté en public avant sa sortie en salles, que ce soit lors de festivals de films, de premières ou de sorties dans d'autres pays..

### Janvier à Mars
| Date de sortie | Date de sortie | Nom anglais                  | Nom d'origine                 | Réalisateur(s)  | Acteurs principaux                                                                     | Ref.   |
| -------------- | -------------- | ---------------------------- | ----------------------------- | --------------- | -------------------------------------------------------------------------------------- | ------ |
| J A N V I E R  | 8              | Forbidden Fairytale          | 동화지만 청불입니다           | Lee Jong-seok   | Park Ji-hyun, Choi Si-won, Sung Dong-il                                                | [ 8 ]  |
| J A N V I E R  | 8              | Cornell's Box                | 코넬의 상자                   | Lee Hyun-ji     | Dong Ha, Kim Su-min, Heo Ji-won                                                        | [ 9 ]  |
| J A N V I E R  | 15             | Crypto Man                   | 사업만 6번 망한 남자          | Haeri Hyun      | Song Jae-rim, Ahn Woo-yeon, So Hee-jung                                                | [ 10 ] |
| J A N V I E R  | 15             | Silver Apricot               | 은빛살구                      | Jang Man-min    | Na Ae-jin, Ahn Suk-hwan, Kang Bong-sung, Kim Jin-young                                 | [ 11 ] |
| J A N V I E R  | 22             | Hitman 2                     | 히트맨 2                      | Choi Won-seop   | Kwon Sang-woo, Jung Joon-ho, Lee Yi-kyung, Hwang Woo-seul-hye, Kim Sung-oh, Lee Ji-won | [ 12 ] |
| J A N V I E R  | 24             | Dark Nuns                    | 검은 수녀들                   | Kwon Hyeok-jae  | Song Hye-kyo, Jeon Yeo-been, Lee Jin-wook, Moon Woo-jin                                |        |
| J A N V I E R  | 24             | Thunderstruck Cop            | 귀신경찰                      | Kim Young-joon  | Shin Hyun-joon, Kim Soo-mi, Jung Joon-ho                                               | ,      |
| J A N V I E R  | 27             | Secret: Untold Melody        | 말할 수 없는 비밀             | Seo Yoo-min     | Doh Kyung-soo, Won Jin-ah, Shin Ye-eun                                                 | ,      |
| F E V R I E R  | 5              | Nocturnal                    | 브로큰                        | Kim Jin-hwang   | Ha Jung-woo, Kim Nam-gil, Yoo Da-in, Jung Man-sik                                      | [ 18 ] |
| F E V R I E R  | 21             | You Are the Apple of My Eye‡ | 그 시절, 우리가 좋아했던 소녀 | Cho Young-myung | Jung Jin-young, Dahyun                                                                 | [ 19 ] |
| F E V R I E R  | 28             | Mickey 17‡                   | Mickey 17‡                    | Bong Joon-ho    | Robert Pattinson, Naomi Ackie, Steven Yeun, Toni Collette, Mark Ruffalo                | [ 20 ] |

### Avril – Juin
| Opening   | Opening | English title             | Native title           | Director(s)      | Cast                                                         | Ref.   |
| --------- | ------- | ------------------------- | ---------------------- | ---------------- | ------------------------------------------------------------ | ------ |
| A V R I L | 23      | Yadang: The Snitch        | 야당                   | Hwang Byeong-guk | Kang Ha-neul, Yoo Hae-jin, Park Hae-joon                     | [ 21 ] |
| A V R I L | 30      | Holy Night: Demon Hunters | 거룩한 밤: 데몬 헌터스 | Lim Dae-hee      | Ma Dong-seok, Seo Hyun, Lee David, Kyung Soo-jin, Jung Ji-so | [ 22 ] |